# بطری‌ها (فیلم)
«بطری‌ها» (انگلیسی: Bottles) یک کارتون پویانمایی است که در سال ۱۹۳۶ منتشر شد.